# چرنیشفسکی (سرزمین آلتای)
چرنیشفسکی (به لاتین: Chernyshevsky) یک منطقهٔ مسکونی در روسیه است که در سرزمین آلتای واقع شده‌است.